# Ranunculus schilleri
Ranunculus schilleri är en ranunkelväxtart som beskrevs av Sóo. Ranunculus schilleri ingår i släktet ranunkler, och familjen ranunkelväxter. Inga underarter finns listade i Catalogue of Life.